# Hohenbuehelia luteola
Hohenbuehelia luteola är en svampart som beskrevs av G. Stev. 1964. Hohenbuehelia luteola ingår i släktet Hohenbuehelia och familjen musslingar.   Inga underarter finns listade i Catalogue of Life.